# Mode学园螺旋塔
35°10′5″N 136°53′9″E / 35.16806°N 136.88583°E
Mode學園螺旋塔（日语：モード学園スパイラルタワーズ）是位於日本名古屋市名驛的摩天大樓。

## 概要
Mode學園螺旋塔在名古屋站前的原名古屋三井大厦南棟和東棟的空地建造，於2008年3月25日竣工。4月11日正式開業。它擁有如螺旋般相互交織上升至天空的展翅的外觀設計。1至36樓為學校法人Mode學園旗下的“名古屋Mode學園”、“HAL名古屋”以及“名古屋醫專”這三所專修學校，1樓的一部分以及地下1、2樓為購物中心“螺旋塔SHOP&RESTAURANTS”，地下3樓為停車場。由於在原三井不動產擁有的基地建造，現由學校法人日本教育財團（原名學校法人Mode學園）所持有，三井不動產只委托管理與經營低樓層部分的商業設施。